# Marco Somà
Marco Somà (ur. 1983, w Cuneo) – włoski ilustrator, autor książek dla dzieci. 
Studiował malarstwo w Akademii Sztuk Pięknych (Accademia di Belle Arti) w Cuneo. Jest absolwentem studiów podyplomowych w zakresie ilustracji "Master in Illustrazione per l’Editoria Ars in fabula". Tworzy głównie książki obrazkowe, współpracując z cenionymi pisarzami, takimi jak Fabrizio Silei, Davide Calì czy Roberto Piumini. Ilustruje także nowe wydania klasyków literatury (Dante Alighieri, Giacomo Leopardi). Jest wykładowcą Akademii Sztuk Pięknych w Cuneo, prowadzi kursy ilustracji dla dorosłych i dla dzieci.
Somà jest laureatem licznych nagród i wyróżnień (Premio Emanuele Luzzati - Gigante delle Langhe, Premio Giovanni Arpino, Concorso Internazionale Sharjah Children's Reading Festival, Premio Letteratura Ragazzi di Cento). W 2019 otrzymał prestiżową włoską nagrodę Premio Andersen w kategorii „Najlepszy ilustrator”. Współpracuje z najważniejszymi włoskimi wydawnictwami (Editrice Il Castoro, Rizzoli Editore, Franco Cosimo Panini Editore, EL, Emme Edizioni, Einaudi Ragazzi, Kite Edizioni, Kalandraka, Giunti Progetti Educativi). W Polsce przekłady jego książek ukazują się od 2015 staraniem toruńskiej oficyny wydawniczej Tako. 

## Polskie przekłady
- Chiara Lorenzoni, Marco Somà, Teraz i na zawsze (Adesso e per sempre), tłum. Ewa Nicewicz, Tako, Toruń 2024.
- Davide Calì, Marco Somà, Duży problem (Un léger goût de mangue), tłum. Ewa Nicewicz, Tako, Toruń 2023.
- Davide Calì, Marco Somà, Sprzedawca szczęścia (Il venditore di felicità), tłum. Agnieszka Liszka-Drążkiewicz, Gdańsk, Adamada 2022.
- Luca Tortolini, Marco Somà, Co to jest szkoła? (Che cos’è la scuola?), tłum. Ewa Nicewicz, Tako, Toruń 2022.
- Susanna Isern, Marco Somà, Idealna chwila (El momento perfecto), tłum. Tomasz Pindel, Tako, Toruń 2020.
- Susanna Isern, Marco Somà, Siedem łóżek malutkiej popielicy (Las siete camas de Lirón), tłum. Tomasz Pindel, Tako, Toruń 2019.
- Armando Quintero, Marco Somà, Nie trzeba słów (No hace falta la voz), tłum. Beata Haniec, Tako, Toruń 2015.